# Alibi (film, 1931)
Cet article concerne le film de Leslie S. Hiscott. Pour le film de Roland West, voir Alibi.
Pour les articles homonymes, voir Alibi (homonymie).
Pour plus de détails, voir Fiche technique et Distribution.
Alibi (Alibi) est un film britannique réalisé par Leslie S. Hiscott, sorti en 1931, mettant en scène le détective belge Hercule Poirot pour la première fois.
Le film est l'adaptation de la pièce de théâtre éponyme de Michael Morton de 1928, elle-même inspirée du roman Le Meurtre de Roger Ackroyd d'Agatha Christie de 1926.
C'est le premier des trois films des années 1930 dans lesquels Austin Trevor apparaît dans le rôle d'Hercule Poirot. Après Alibi en 1931, il joue dans Black Coffee la même année, puis dans Lord Edgware Dies en 1934. Austin Trevor aurait été choisi par les producteurs uniquement pour sa capacité de parler anglais avec un fort accent français. 

## Synopsis
Le célèbre détective belge Hercule Poirot mène une enquête concernant le mystérieux suicide survenue au sein d'une maison de campagne.

## Fiche technique
- Titre original : Alibi
- Réalisation : Leslie S. Hiscott
- Scénario : H. Fowler Mear, d'après la pièce Alibi de Michael Morton inspirée de Le Meurtre de Roger Ackroyd d'Agatha Christie
- Photographie : Sydney Blythe
- Musique : John Greenwood
- Production : Julius Hagen
- Société de production : Twickenham Film Studios
- Société de distribution : Woolf & Freedman Film Service
- Pays d'origine : Royaume-Uni
- Langue originale : anglais
- Format : noir et blanc — 35 mm — Mono
- Genre : Policier
- Durée : 75 minutes
- Dates de sortie : 
  -  Royaume-Uni : 28 avril 1931

## Distribution
- Austin Trevor : Hercule Poirot
- Franklin Dyall : Sir Roger Ackroyd
- Elizabeth Allan : Ursula Browne
- J.H. Roberts : Dr Sheppard
- John Deverell : Lord Halliford
- Ronald Ward : Ralph Ackroyd
- Mary Jerrold : Mrs. Ackroyd
- Mercia Swinburne : Caryll Sheppard
- Harvey Braban : Inspecteur Davis
- Clare Greet
- Diana Beaumont
- Earl Grey